# Xã Toledo, Quận Tama, Iowa
Xã Toledo (tiếng Anh: Toledo Township) là một xã thuộc quận Tama, tiểu bang Iowa, Hoa Kỳ. Năm 2010, dân số của xã này là 3.160 người.